# San Mateo Shuncalá
San Mateo Shuncalá är en ort i Mexiko.   Den ligger i kommunen San Cristobal De Casas och delstaten Chiapas, i den sydöstra delen av landet, 800 km öster om huvudstaden Mexico City. San Mateo Shuncalá ligger 2 340 meter över havet och antalet invånare är 108.
Terrängen runt San Mateo Shuncalá är kuperad. Runt San Mateo Shuncalá är det glesbefolkat, med 17 invånare per kvadratkilometer. Närmaste större samhälle är Teopisca, 13,1 km söder om San Mateo Shuncalá. I omgivningarna runt San Mateo Shuncalá växer huvudsakligen savannskog.